# هامبوولت (تنسی)
هامبوولت(به انگلیسی: Humboldt) شهری در ایالت تنسی کشور ایالات متحده آمریکا است که جمعیت آن در سرشماری سال ۲۰۱۰ میلادی، ۸٬۴۵۲ نفر بوده‌است.